# Paulo Afonso
Paulo Afonso là một đô thị thuộc bang Bahia, Brasil. Đô thị này có diện tích 1573,627 km², dân số năm 2007 là 103705 người, mật độ 65,9 người/km².